# Trận Brandy Station
Trận Brandy Station, còn gọi là Trận Fleetwood Hill, là cuộc giao chiến chủ yếu có Kỵ binh lớn nhất trong cuộc Nội chiến Hoa Kỳ và trên lãnh thổ Hoa Kỳ. Nó diễn ra trong giai đoạn đầu của Chiến dịch Gettysburg giữa quân Kỵ binh miền Bắc dưới quyền Thiếu tướng Alfred Pleasonton và Kỵ binh miền Nam dưới quyền Thiếu tướng J.E.B. Stuart vào ngày 9 tháng 6 năm 1863.
Pleasonton tổ chức một cuộc đột kích vào quân Kỵ binh của Stuart ở Brandy Station, Virginia vào rạng sáng. Sau một cuộc chiến đấu cả ngày mà lợi thế liên tục đổi chủ, quân miền Bắc triệt thoái mà không thể phát hiện Bộ binh của Tướng Robert E. Lee đóng cứ gần Culpeper. Trận đánh này đánh dấu sự chấm dứt của ưu thế nghiêng hẳn về Kỵ binh miền Nam trên Mặt trận miền Đông. Từ thời điểm này, lực lượng Kỵ binh miền Bắc có được sức mạnh và niềm tin trong cuộc chiến. Tuy không bên nào giành được thắng lợi quyết định, trận Brandy Station là một chiến thắng tinh thần của phe miền Bắc. Đồng thời, trận này cũng cung cấp cho tướng miền Bắc là Joseph Hooker thông tin tình báo có giá trị về cuộc bắc chinh của quân miền Nam.

## Bối cảnh lịch sử
Binh đoàn Bắc Virginia của miền Nam tràn vào Culpeper County, Virginia, sau thắng lợi tại Chancellorsville vào tháng 5 năm 1863. Dưới sự chỉ huy của Tướng Robert E. Lee, quân đội miền Nam tụ tập quanh Culpeper để chuẩn bị tiến hành bắc chinh tới Pennsylvania.